# Anangu
Anangu ist eine Selbstbezeichnung verschiedener australischer Stämme der Aborigines in der Western Desert Region im mittleren Südwesten Australiens, in den Pitjantjatjara Lands und im Uluṟu-Kata-Tjuṯa-Nationalpark.
Der Begriff Anangu stammt aus den dort gesprochenen indigenen Sprachen und bedeutete ursprünglich „Mensch“. Nach der Ankunft weißer Eroberer jedoch wandelte sich seine Bedeutung und so bezeichnet Anangu heutzutage allgemein einen australischen Ureinwohner im Gegensatz zu einem weißen Nicht-Aborigine. Zu den Stämmen, die in der Western Desert-Region leben und Anangu als Selbstbezeichnung nutzen, gehören vornehmlich die Pitjantjatjara, Yankunytjatjara, und die Ngaanyatjarra.
Es ist für einen Weißen ein sicheres Zeichen der Akzeptanz, wenn er innerhalb einer Aborigine-Gemeinschaft als Anangu bezeichnet und somit als ihresgleichen angesehen wird.